# Унван (Бремен)
Унван фон Бремен (на немски: Unwan, Unwin, Unnonus von Bremen; † 27 януари 1029, Бремен) е архиепископ на Хамбург-Бремен (1013 – 1029).

## Произход и управление
Той произлиза от богатата и знатна саксонска благородническа фамилия Имединги. Близък роднина е с епископ Майнверк фон Падерборн († 1036) и сестра му графиня Света Емма фон Лезум († 1038). Баща му вероятно е пфалцграф Дитрих от Саксония († 6 март 995) и Фритеруна, вероятно дъщеря на Адалберо от Саксония († 982) и втората му съпруга Ида Швабска († 986). Майка му Фритеруна е сестра на Фолкмар (Попо) († 991), епископ на Утрехт (976 – 990). Брат е на Свети Бернвард, епископ на Хилдесхайм (993 – 1022), и на Света Юдит фон Рингелхайм († 13 март началото на 11 век), абатиса на манастир Рингелхайм (днес част от Залцгитер).
Унван първо е домхер в Падерборн и вероятно в Хилдесхайм. По препоръка на Майнверк той става кралски каплан на Хайнрих II, който го номинира на 2 февруари 1013 г. за епископ на мястото на избрания от катедралния капител вицедоминус Ото. Палиумът Унван получава от папа Бенедикт VIII.
През 1013 г. Унван подарява на краля личната си собственост в Моринген, Бернсхаузен в Лизгау и Хонщет, за да я даде на Падерборн. Около 1015 г. той започва да възстановява Хамбург, който е нападнат през 983 и 1012 г. През 1019/1020 г. той преговаря за мира между Хайнрих II и Билунгите след въстанията на саксонските братя Титмар и Бернхард II.